# Slovenija na Olimpijskim igrama 2016.
Slovenija se natjecala na Olimpijskim igrama 2016. u Rio de Janeiru, od 5. do 21. kolovoza, ostvarivši svoj 7. nastup na Ljetnim olimpijskim igrama od stjecanja samostalnosti. Za Sloveniju se natjecalo 60 športaša u 12 športova, koji su na Igrama osvojili 4 odličja (2 srebrna i po 1 zlatno i bornčano). 
Slovensku zastavu na otvaranju Igara nosio je jedriličar Vasilij Žbogar.
Nakon dvije propuštene Olimpijade, Slovenska rukometna reprezentacija nastupila je na Igrama i završila na 6. mjestu.

## Osvajači odličja
| Odličje | Športaš          | Šport    | Natjecanje       | Nadnevak     |
| ------- | ---------------- | -------- | ---------------- | ------------ |
|         | Tina Trstenjak   | Judo     | žene do 63 kg    | 9. kolovoza  |
|         | Peter Kauzer     | Kanu     | muški slalom K-1 | 10. kolovoza |
|         | Vasilij Žbogar   | Jedrenje | Finn             | 16. kolovoza |
|         | Anamari Velenšek | Judo     | žene do 78 kg    | 11. kolovoza |

## Atletika
Ključ
- Bilješka–Plasmani se odnose na skupine u kojima se atletičar natjecao
- Q = Plasirao se u sljedeći krug natjecanja
- q = Plasirao se neizravno ili preko rezultata ispod norme
- NR = Nacionalni rekord

### Muškarci

#### Trkačka natjecanja
| Atletičar    | Natjecanje | Prednatjecanje      | Prednatjecanje      | Poluzavršnica       | Poluzavršnica       | Završnica        | Završnica        |
| Atletičar    | Natjecanje | Rezultat            | Plasman             | Rezultat            | Plasman             | Rezultat         | Plasman          |
| ------------ | ---------- | ------------------- | ------------------- | ------------------- | ------------------- | ---------------- | ---------------- |
| Luka Janežič | 400 m      | 45.33               | 2. Q                | 45.07 NR            | 4.                  | Nije se plasirao | Nije se plasirao |
| Anton Kosmač | maraton    | Nema prednatjecanja | Nema prednatjecanja | Nema prednatjecanja | Nema prednatjecanja | 2:29:48          | 117.             |
| Žan Rudolf   | 800 m      | 1:46.93             | 5.                  | Nije se plasirao    | Nije se plasirao    | Nije se plasirao | Nije se plasirao |

#### Skakačka natjecanja
| Atletičar     | Natjecanje    | Prednatjecanje | Prednatjecanje | Završnica        | Završnica        |
| Atletičar     | Natjecanje    | Daljina        | Plasman        | Daljina          | Plasman          |
| ------------- | ------------- | -------------- | -------------- | ---------------- | ---------------- |
| Robert Renner | skok s motkom | 5,45           | 22.            | Nije se plasirao | Nije se plasirao |

### Žene

#### Trkačka natjecanja
| Atletičarka      | Natjecanje | Prednatjecanje           | Prednatjecanje           | Poluzavršnica            | Poluzavršnica            | Završnica           | Završnica           |
| Atletičarka      | Natjecanje | Rezultat                 | Plasman                  | Rezultat                 | Plasman                  | Rezultat            | Plasman             |
| ---------------- | ---------- | ------------------------ | ------------------------ | ------------------------ | ------------------------ | ------------------- | ------------------- |
| Daneja Grandovec | maraton    | Nije bilo prednatjecanja | Nije bilo prednatjecanja | Nije bilo prednatjecanja | Nije bilo prednatjecanja | Nije završila utrku | Nije završila utrku |
| Maja Mihalinec   | 200 m      | 23.38                    | 6.                       | Nije se plasirala        | Nije se plasirala        | Nije se plasirala   | Nije se plasirala   |
| Sabina Veit      | 200 m      | 23.75                    | 7.                       | Nije se plasirala        | Nije se plasirala        | Nije se plasirala   | Nije se plasirala   |

#### Skakačko-bacačka natjecanja
| Atletičarka    | Natjecanje     | Prednatjecanje | Prednatjecanje | Završnica         | Završnica         |
| Atletičarka    | Natjecanje     | Rezultat       | Plasman        | Rezultat          | Plasman           |
| -------------- | -------------- | -------------- | -------------- | ----------------- | ----------------- |
| Maruša Černjul | skok u vis     | 1,92           | 21.            | Nije se plasirala | Nije se plasirala |
| Martina Ratej  | bacanje koplja | 59,76          | 18.            | Nije se plasirala | Nije se plasirala |
| Tina Šutej     | skok s motkom  | 4,55           | 8 Q            | 4,50              | 11.               |

## Biciklizam
Slovenija je dobila pravo na 4 cestovna biciklista s plasmanom među 15 najboljih u barem jednoj utrci Europske ture 2015, te jednu biciklistkinju u ženskoj cestovnoj utrci.

### Cestovni
| Biciklist       | Natjecanje                         | Vrijeme            | Plasman            |
| --------------- | ---------------------------------- | ------------------ | ------------------ |
| Matej Mohorič   | muška cestovna utrka               | Nije završio utrku | Nije završio utrku |
| Jan Polanc      | muška cestovna utrka               | 6:30:05            | 52.                |
| Primož Roglič   | muška cestovna utrka               | 6:19:43            | 26.                |
| Primož Roglič   | muška cestovna utrka na kronometar | 1:14:55            | 10.                |
| Simon Špilak    | Men's road race                    | 6:30:05            | 57                 |
| Polona Batagelj | ženska cestovna utrka              | 3:58:03            | 32.                |

### Brdski
Slovenski brdski biciklisti imali su pravo na dva natjecatelja, nakon što su na europskoj ljestvici zauzeli 6. mjesto u ukupnom poretku dana 25. svibnja 2016.
| Biciklist    | Natjecanje           | Vrijeme | Plasman |
| ------------ | -------------------- | ------- | ------- |
| Tanja Žakelj | ženski cross-country | 1:35.17 | 13.     |

## Gimnastika

### Umjetnička
Slovenska umjetnička gimnastičarka Teja Belak potvrdila je plasman na Igre dobrim rezultatom na izučnom natjecanju za OI, održanom u Rio de Janeiru u travnju 2016.
| Gimnastičarka | Natjecanje     | Prednatjecanje | Prednatjecanje   | Prednatjecanje | Prednatjecanje | Prednatjecanje | Prednatjecanje | Završnica         | Završnica         | Završnica         | Završnica         | Završnica         | Završnica         |
| Gimnastičarka | Natjecanje     | Vježba/e       | Vježba/e         | Vježba/e       | Vježba/e       | Zbroj          | Plasman        | Vježba/e          | Vježba/e          | Vježba/e          | Vježba/e          | Zbroj             | Plasman           |
| Gimnastičarka | Natjecanje     | Preskok        | Dvovisinske ruče | Greda          | Parter         | Zbroj          | Plasman        | Preskok           | Dvovisinske ruče  | Greda             | Parter            | Zbroj             | Plasman           |
| ------------- | -------------- | -------------- | ---------------- | -------------- | -------------- | -------------- | -------------- | ----------------- | ----------------- | ----------------- | ----------------- | ----------------- | ----------------- |
| Teja Belak    | ženski preskok | 13.650         | Nije nastupila   | Nije nastupila | Nije nastupila | 13.650         | 19.            | Nije se plasirala | Nije se plasirala | Nije se plasirala | Nije se plasirala | Nije se plasirala | Nije se plasirala |

## Jedrenje
Slovenski jedriličari imali su pravo na jednog natjecatelja/icu ili jedan par po natjecanju, a plasman su ostvarivali preko Svjetskog prvenstva 2014., pojedinačnih nastupa na svjetskim i europskim izlučnim regatama.

### Muškarci
| Jedriličar     | Natjecanje | Plovovi | Plovovi | Plovovi | Plovovi | Plovovi | Plovovi | Plovovi | Plovovi | Plovovi | Plovovi | Plovovi | Bodovi | Završni plasman |
| Jedriličar     | Natjecanje | 1       | 2       | 3       | 4       | 5       | 6       | 7       | 8       | 9       | 10      | M*      | Bodovi | Završni plasman |
| -------------- | ---------- | ------- | ------- | ------- | ------- | ------- | ------- | ------- | ------- | ------- | ------- | ------- | ------ | --------------- |
| Vasilij Žbogar | Finn       | 3       | 1       | 7       | 10      | 15      | 8       | 5       | 4       | 9       | 8       | 6       | 68     |                 |

### Žene
| Jedriličarka               | Natjecanje | Plovovi | Plovovi | Plovovi | Plovovi | Plovovi | Plovovi | Plovovi | Plovovi | Plovovi | Plovovi | Plovovi | Bodovi | Završni plasman |
| Jedriličarka               | Natjecanje | 1       | 2       | 3       | 4       | 5       | 6       | 7       | 8       | 9       | 10      | M*      | Bodovi | Završni plasman |
| -------------------------- | ---------- | ------- | ------- | ------- | ------- | ------- | ------- | ------- | ------- | ------- | ------- | ------- | ------ | --------------- |
| Veronika Macarol Tina Mrak | 470        | 2       | 6       | 5       | 4       | DSQ     | 12      | 4       | DSQ     | 5       | 6       | 1       | 67     | 6.              |

M = Plov za odličja; EL = Onemogućen u nastupu u plovu za odličja

## Judo
Zahvaljujući plasmanu na svjetskoj ljestvici, za Sloveniju je na OI nastupilo 5 judaša. Mihael Žgank, Tina Trstenjak, Anamari Velenšek, i dvostruki olimpijac Rok Drakšič plasirali su se preko plasmana, a Adrian Gomboc (do 66 kg) plasirao se preko otvorenih prvenstava u Srednjoj i Jugoistočnoj Europi.
| Judaš            | Natjecanje        | Prvi krug          | Drugi krug                 | Treći krug          | Četvrtzavršnica      | Poluzavršnica        | Repasaž            | Završnica / BM         | Završnica / BM   |
| Judaš            | Natjecanje        | Protivnik Rezultat | Protivnik Rezultat         | Protivnik Rezultat  | Protivnik Rezultat   | Protivnik Rezultat   | Protivnik Rezultat | Plasman                |                  |
| ---------------- | ----------------- | ------------------ | -------------------------- | ------------------- | -------------------- | -------------------- | ------------------ | ---------------------- | ---------------- |
| Adrian Gomboc    | muškarci do 66 kg | Slobodan           | Margvelashvili Pob 100:000 | Punza Pob 101:000   | Bouchard Pob 100:000 | Basile Por 000:000 S | Slobodan           | Sobirov Por 000:110    | 5.               |
| Rok Drakšič      | muškarci do 73 kg | Slobodan           | Muki Por 000:100           | Nije se plasirao    | Nije se plasirao     | Nije se plasirao     | Nije se plasirao   | Nije se plasirao       | Nije se plasirao |
| Mihael Žgank     | muškarci do 90 kg | Slobodan           | Kukolj Por 000:100         | Nije se plasirao    | Nije se plasirao     | Nije se plasirao     | Nije se plasirao   | Nije se plasirao       | Nije se plasirao |
| Tina Trstenjak   | žene do 63 kg     | Slobodna           | Slobodna                   | Gwend Pob 000:000 S | Yang Jx Pob 101:000  | M Silva Pob 101:000  | Slobodna           | Agbegnenou Pob 101:000 |                  |
| Anamari Velenšek | žene do 78 kg     | Slobodna           | Slobodna                   | Turks Pob 001:000   | Castillo Pob 100:000 | Harrison Por 000:100 | Slobodna           | Malzahn Pob 100:000    |                  |

## Kanu

### Slalom
Slovenski kanuaši slalomaši kvalificirali su se preko Svjetskog kajakaškog slalomskog prvenstva održanog u Londonu 20. rujna 2015.
| Športaš                | Natjecanje | Prednatjecanja | Prednatjecanja | Prednatjecanja | Prednatjecanja | Prednatjecanja   | Prednatjecanja | Poluzavršnica | Poluzavršnica | Završnica | Završnica |
| Športaš                | Natjecanje | Prva utrka     | Plasman        | Druga utrka    | Plasman        | Najbolje vrijeme | Plasman        | Vrijeme       | Plasman       | Vrijeme   | Plasman   |
| ---------------------- | ---------- | -------------- | -------------- | -------------- | -------------- | ---------------- | -------------- | ------------- | ------------- | --------- | --------- |
| Benjamin Savšek        | muški C-1  | 99.69          | 7,             | 94.36          | 3,             | 94.36            | 4, Q           | 98.70         | 4, Q          | 99.36     | 6,        |
| Luka Božič Sašo Taljat | muški C-2  | 105.21         | 6.             | 113.41         | 7.             | 105.21           | 6. Q           | 111.14        | 7. Q          | 107.73    | 7.        |
| Peter Kauzer           | muški K-1  | 91.11          | 8,             | 96.88          | 15,            | 91.11            | 12, Q          | 91.01         | 4, Q          | 88.70     |           |
| Urša Kragelj           | ženski K-1 | 106.86         | 6.             | 102.79         | 4.             | 102.79           | 7. Q           | 108.37        | 9. Q          | 108.68    | 9.        |

### Šprint
Slovenci su imali jednu predstavnicu u šprinterskim discplinama u kanuu.
| Športaš           | Natjecanje       | Prednatjecanje | Prednatjecanje | Poluzavršnica | Poluzavršnica | Završnica | Završnica |
| Športaš           | Natjecanje       | Vrijeme        | Plasman        | Vrijeme       | Plasman       | Vrijeme   | Plasman   |
| ----------------- | ---------------- | -------------- | -------------- | ------------- | ------------- | --------- | --------- |
| Špela Ponomarenko | ženski K-1 200 m | 40.38          | 2. Q           | 40.79         | 3. FA         | 40.76     | 4.        |
| Špela Ponomarenko | ženski K-1 500 m | 1:55.93        | 5. Q           | 1:58.09       | 3. FB         | 1:57.54   | 2.        |

Tumač znakova: FA = Kvalificirao/la se u završnicu A (borba za odličje); FB = Kvalifikcirao/la se u završnicu B (borba za plasman)

## Triatlon
Slovenija je imala pravo na jednu triatlonku, Mateju Šimic, koja se našla na popisu 40 triatlonki koje su ispunile uvjete za nastup na Olimpijskim igrama.
| Triatlonac/ka | Natjecanje   | Plivanje (1.5 km) | Prvi prolaz | biciklizam (40 km) | rugi prolaz | Trčanje (10 km) | Ukupno vrijeme | Plasman |
| ------------- | ------------ | ----------------- | ----------- | ------------------ | ----------- | --------------- | -------------- | ------- |
| Mateja Šimic  | ženska utrka | 19:37             | 01:06       | 1:03:59            | 00:38       | 37:08           | 2:02.28        | 31.     |